# Idiommata scintillans
Espèce
Synonymes
- Lampropodus scintillans Rainbow & Pulleine, 1918

Idiommata scintillans est une espèce d'araignées mygalomorphes de la famille des Barychelidae.

## Distribution
Cette espèce est endémique d'Australie-Méridionale.

## Description
La carapace du mâle mesure 9,2 mm de long sur 8,9 mm et l'abdomen 8,7 mm de long sur 7,4 mm et la carapace de la femelle mesure 9,5 mm de long sur 8,5 mm et l'abdomen 12,6 mm de long sur 9,2 mm.

## Publication originale
- Rainbow & Pulleine, 1918 : Australian trap-door spiders. Records of the Australian Museum, vol. 12, p. 81-169 (texte intégral).